# Мала Сельменга
Мала Сельменга́ (рос. Малая Сельменга) — присілок у складі Нюксенського району Вологодської області, Росія. Входить до складу Нюксенського сільського поселення.

## Населення
Населення — 3 особи (2010; 26 у 2002).
Національний склад (станом на 2002 рік):
- росіяни — 96 %